# Alexandru Mihăilescu
Alexandru Mihăilescu (n. 16 august 1982) este un fost atlet român, specializat în proba de 110 m garduri.

## Carieră
Sportivul este multiplu campion național și balcanic. A cucerit titlul național nu mai puțin de nouă ori consecutiv, în anii 2002-2010. În 1998 a participat la Campionatul Mondial de Juniori.
În anul 2003 el a participat la Campionatul European de Tineret și la Jocurile Mondiale Militare de la Catania, unde a cucerit medalia de bronz. A participat la două Campionate Europene în sală (2005, 2007), la două Campionate Mondiale în sală (2006, 2008) și la două Campionate Europene (2006, 2010). Cel mai bun rezultat al său a fost locul 11 la Campionatul European de la Göteborg din 2006. La Jocurile Francofoniei din 2009 a câștigat medalia de argint.
După retragerea sa din activitate, s-a stabilit în 2011 în Statele Unite, la New York, unde lucrează ca antrenor și fotograf.

## Realizări
| An   | Competiție                               | Locație                    | Loc | Eveniment     | Note  |
| ---- | ---------------------------------------- | -------------------------- | --- | ------------- | ----- |
| 1999 | Campionatul Mondial de Juniori (sub 18)  | Bydgoszcz, Polonia         | 24  | 110 m garduri | 14,50 |
| 2003 | Campionatul European de Tineret (sub 23) | Bydgoszcz, Polonia         | 20  | 110 m garduri | 14,16 |
| 2003 | Jocurile Mondiale Militare               | Catania, Italia            | 3   | 110 m garduri | 14,30 |
| 2005 | Campionatul European în sală             | Madrid, Spania             | 17  | 60 m garduri  | 7,82  |
| 2006 | Campionatul Mondial în sală              | Moscova, Rusia             | 25  | 60 m garduri  | 7,86  |
| 2006 | Campionatul European                     | Göteborg, Suedia           | 11  | 110 m garduri | 13,78 |
| 2007 | Campionatul European în sală             | Birmingham, Marea Britanie | 17  | 60 m garduri  | 7,93  |
| 2008 | Campionatul Mondial în sală              | Valencia, Spania           | 22  | 60 m garduri  | 7,96  |
| 2009 | Jocurile Francofoniei                    | Beirut, Liban              | 2   | 110 m garduri | 13,92 |
| 2010 | Campionatul European                     | Barcelona, Spania          | 24  | 110 m garduri | 13,99 |

## Recorduri personale
| Probă                | Performanță | Dată              | Locație   |
| -------------------- | ----------- | ----------------- | --------- |
| 100 m garduri        | 13,55 s     | 17 iulie 2006     | Hania     |
| 60 m garduri în sală | 7,68 s      | 13 februarie 2005 | București |

## Legături externe
Materiale media legate de Alexandru Mihăilescu la Wikimedia Commons
- en Alexandru Mihăilescu la World Athletics
- en  Alexandru Mihăilescu la athleticspodium.com